# 余智江
もしかして
- 佘智江

ではありませんか？